# 진토닌
진토닌(Gintonin)은 인삼에서 추출해낸 새로운 당지질 단백질(glycolipoprotein)으로 잘 알려져 있는 사포닌(saponin)과는 다른 물질이다. 새로이 발견된 이물질은 ginseng에서 gin과 인삼의 강장효과를 나타내는 tonic effect에서 ton, 단백질을 뜻하는 접미사 -in을 조합하여 gintonin으로 명명하였다. 진토닌의 주된 구성성분은 lysophosphatidic acid(LPA)와 단백질이며, Lysophosphatidic receptor는 진토닌의 특이적 타겟 수용체로 높은 친화력을 가지고 있다. 진토닌의 효능과 이 물질을 이용한 약제에 대한 연구는 활발한 진행 중에 있다.

## 같이 보기
- 진세노사이드